# 万太郎山
万太郎山（まんたろうやま）は、群馬県利根郡みなかみ町と新潟県南魚沼郡湯沢町にまたがる三国山脈に位置する山。標高1,956mで谷川岳の支峰に属する。付近には関越自動車道の関越トンネルが有り、換気塔が山腹に存在する。「ぐんま県境稜線トレイル」コースになっている。

## 登山
谷川岳の主峰・トマの耳から平標山に至る上越国境稜線のほぼ中間地点にある。登山ルートは、肩ノ小屋あるいは平標山から国境稜線をたどるほか、新潟県側の土樽から吾策新道で入山することができる。吾策新道の登山口には駐車スペースもあり、4時間前後で山頂に登れる。中央分水嶺に位置し、太平洋側と日本海側の気象の分岐点となるので、四季を通じて天候の急変しやすい。付近の宿泊施設に、無人の大障子避難小屋がある。

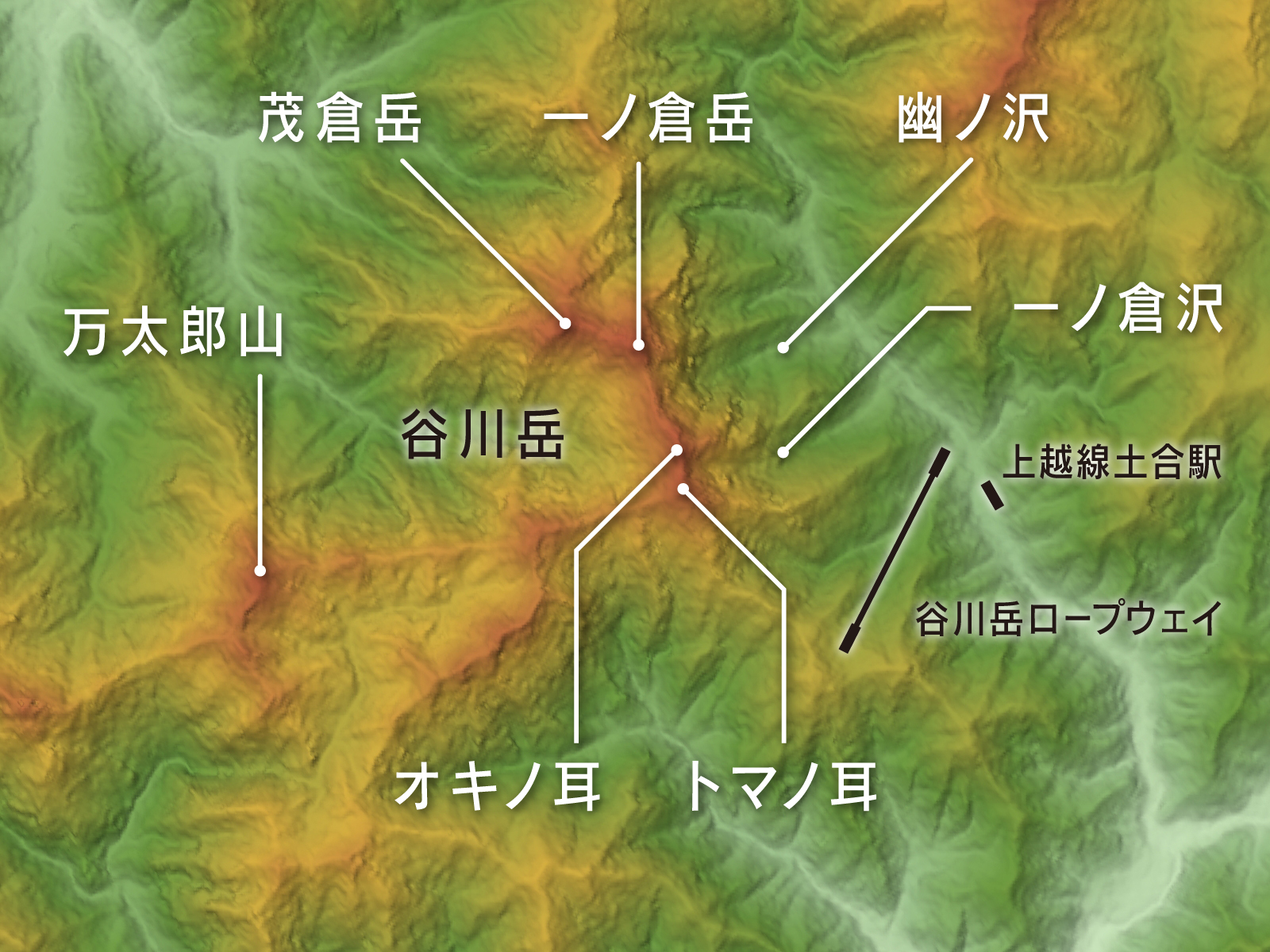
谷川岳周辺の地形図
万太郎山は左

## 周辺の山々
- 谷川岳・一ノ倉岳・茂倉岳・武能岳
- 仙ノ倉山・平標山